# Contea di Kings (Nuova Scozia)
La contea di Kings è una contea della Nuova Scozia in Canada. Al 2006 contava una popolazione di 60.035 abitanti.